# Alnair
Alnair je nejjasnější hvězda v souhvězdí Jeřába. Poprvé byla zobrazena v hvězdném atlasu Uranometria Johanna Bayera. Název pochází z arabského al-nayyir, jasná (hvězda).

## Vlastnosti
Jedná se o hvězdu spektrální třídy B6V (podle některých zdrojů B7IV). Pravděpodobně jde o samostatnou hvězdu.
Zdánlivý průměr hvězdy je asi 1,02±0,07". Na základě měření paralaxy byla zjištěna vzdálenost od Země 101 světelných let (31 pc), hvězda má tedy 3,4krát větší poloměr než je sluneční.